# C.S.I.: Место преступления Нью-Йорк
«C.S.I.: Место преступления Нью-Йорк» (англ. CSI: NY) — американский телесериал, посвящённый работе криминалистов города Нью-Йорк. Является спин-оффом телесериала «C.S.I.: Место преступления Майами». Пилотным эпизодом к сериалу стал показанный 17 мая 2004 года эпизод «Майами — Нью-Йорк нон-стоп». Сериал запущен в эфир 22 сентября 2004 года на телеканале CBS. 22 февраля 2013 года в эфир вышла последняя серия. Сериал был официально закрыт 10 мая 2013 года.
Всего в рамках телесериала было выпущено 9 сезонов состоящих из 197 эпизодов.

## Сюжет
В Нью-Йорке, как и в Лас-Вегасе, и на побережье Майами, работает команда детективов, вооружённых самыми последними разработками в области раскрытия преступлений. Команду возглавляет детектив Мак Тейлор, преданный своему делу специалист, который убеждён, что в преступлениях всё взаимосвязано и, если потянуть за едва видимую нить, можно распутать даже самый сложный клубок событий. Его напарник, детектив Стелла Бонасера — настоящий фанат своего дела и мастер на все руки.

## Список серий
| Сезон | Сезон | Эпизоды | Оригинальная дата показа | Оригинальная дата показа |
| Сезон | Сезон | Эпизоды | Премьера сезона          | Финал сезона             |
| ----- | ----- | ------- | ------------------------ | ------------------------ |
|       | Пилот | 1       | 17 мая 2004              | 17 мая 2004              |
|       | 1     | 23      | 22 сентября 2004         | 18 мая 2005              |
|       | 2     | 24      | 28 сентября 2005         | 17 мая 2006              |
|       | 3     | 24      | 20 сентября 2006         | 16 мая 2007              |
|       | 4     | 21      | 26 сентября 2007         | 21 мая 2008              |
|       | 5     | 25      | 24 сентября 2008         | 14 мая 2009              |
|       | 6     | 23      | 23 сентября 2009         | 26 мая 2010              |
|       | 7     | 22      | 24 сентября 2010         | 13 мая 2011              |
|       | 8     | 18      | 23 сентября 2011         | 11 мая 2012              |
|       | 9     | 17      | 28 сентября 2012         | 22 февраля 2013          |

## В ролях
| Актёр              | Персонаж                 | Должность                                     | Сезон               | Сезон                 | Сезон                 | Сезон                 | Сезон               | Сезон               | Сезон               | Сезон               | Сезон               |
| Актёр              | Персонаж                 | Должность                                     | 1                   | 2                     | 3                     | 4                     | 5                   | 6                   | 7                   | 8                   | 9                   |
| ------------------ | ------------------------ | --------------------------------------------- | ------------------- | --------------------- | --------------------- | --------------------- | ------------------- | ------------------- | ------------------- | ------------------- | ------------------- |
| Гэри Синиз         | детектив Мак Тэйлор      | криминалист 3-го уровня / Руководитель        | Постоянный персонаж | Постоянный персонаж   | Постоянный персонаж   | Постоянный персонаж   | Постоянный персонаж | Постоянный персонаж | Постоянный персонаж | Постоянный персонаж | Постоянный персонаж |
| Мелина Канакаредес | детектив Стелла Бонасера | криминалист 3-го уровня Помощник руководителя | Постоянный персонаж | Постоянный персонаж   | Постоянный персонаж   | Постоянный персонаж   | Постоянный персонаж | Постоянный персонаж |                     |                     |                     |
| Кармин Джовинаццо  | детектив Дэнни Мессер    | криминалист 3-го уровня                       | Постоянный персонаж | Постоянный персонаж   | Постоянный персонаж   | Постоянный персонаж   | Постоянный персонаж | Постоянный персонаж | Постоянный персонаж | Постоянный персонаж | Постоянный персонаж |
| Ванесса Ферлито    | детектив Эйден Бёрн      | криминалист 2-го уровня                       | Постоянный персонаж | Постоянный персонаж   |                       |                       |                     |                     |                     |                     |                     |
| Хилл Харпер        | доктор Шелдон Хокс       | криминалист 2-го уровня                       | Постоянный персонаж | Постоянный персонаж   | Постоянный персонаж   | Постоянный персонаж   | Постоянный персонаж | Постоянный персонаж | Постоянный персонаж | Постоянный персонаж | Постоянный персонаж |
| Эдди Кахилл        | детектив Дон Флэк        | детектив по убийствам                         | Постоянный персонаж | Постоянный персонаж   | Постоянный персонаж   | Постоянный персонаж   | Постоянный персонаж | Постоянный персонаж | Постоянный персонаж | Постоянный персонаж | Постоянный персонаж |
| Анна Белнап        | детектив Линдси Монро    | криминалист 3-го уровня                       |                     | Постоянный персонаж   | Постоянный персонаж   | Постоянный персонаж   | Постоянный персонаж | Постоянный персонаж | Постоянный персонаж | Постоянный персонаж | Постоянный персонаж |
| Роберт Джой        | доктор Сид Хаммербэк     | Главный медицинский эксперт                   |                     | Приглашённый персонаж | Приглашённый персонаж | Приглашённый персонаж | Постоянный персонаж | Постоянный персонаж | Постоянный персонаж | Постоянный персонаж | Постоянный персонаж |
| А. Дж. Бакли       | лаборант Адам Росс       | Техник лаборатории                            |                     | Приглашённый персонаж | Приглашённый персонаж | Приглашённый персонаж | Постоянный персонаж | Постоянный персонаж | Постоянный персонаж | Постоянный персонаж | Постоянный персонаж |
| Сила Уорд          | детектив Джо Дэнвилл     | криминалист 3-го уровня Помощник руководителя |                     |                       |                       |                       |                     |                     | Постоянный персонаж | Постоянный персонаж | Постоянный персонаж |